# Aphanogmus origenus
Aphanogmus origenus är en stekelart som först beskrevs av Jean-Jacques Kieffer 1913.  Aphanogmus origenus ingår i släktet Aphanogmus och familjen pysslingsteklar. Inga underarter finns listade i Catalogue of Life.